# Яримбаш Євген Олександрович
Євге́н Олекса́ндрович Яримба́ш (нар. 9 квітня 1983, смт Мангуш, Мангушський район Донецької області) — майстер спорту України міжнародного класу з пауерліфтингу.

## Життєпис
Народився в селищі міського типу Мангуш на Донеччині. У 2000 році закінчив школу, виконав норматив майстра спорту України з пауерліфтингу. У 2006-му закінчив Бердянський державний педагогічний університет зі ступенем магістра.
Першим змаганням Яримбаша був чемпіонат України з пауерліфтингу серед юнаків, на якому він посів друге місце в категорії до 100 кг.

## Спортивні досягнення
- чемпіон світу-2005, IPF, Маямі
- чемпіон Європи-2005, IPF, Маріуполь
- 2006 року на змаганнях «EPF championships junior» у сумі трьох вправ підняв 1115.0 кг, чемпіон світу, Нью-Йорк
- 2008 року встановив світовий рекорд на змаганнях «Битва титанів-2» з результатом 1270 кг
- 2010-го посів другу позицію на змаганнях Суперкубка титанів, результат 1150 кг
- 2010 — переможець 1-го чемпіонату EPA в Донецьку, результат 1100 кг
- переможець змагань «Lexen Xtreme Coalition», 2011, Колумбус, США, результат 1230 кг
- переможець Суперкубка Титанів 2011-го у сумі триборства та абсолютному заліку
- переможець Чемпіонату світу версії IPA з паверліфтингу, 2012, 1200 кг
- переможець змагань «XPC Pro-Elite Powerlifting», Колумбус, США, 2013, результат 1290 кг
- переможець Чемпіонату Європи-2013, результат 1190 кг, EPA
- переможець Суперкубка титанів 2013-го з результатом 1200 кг
- переможець 10-го Кубка супертитанів (2014) з результатом 1185 кг
- 2015-го на 11-му Суперкубку титанів посів 3-є місце з результатом 1135 кг.
- 2016-го на 12-му Суперкубку титанів посів 1-е місце з результатом 1221 кг.

Встановив 145 рекордів світу, Європи, України.